# (6013) Andanike
(6013) Andanike es un asteroide perteneciente al cinturón de asteroides, región del sistema solar que se encuentra entre las órbitas de Marte y Júpiter, descubierto el 18 de julio de 1991 por Henry E. Holt desde el Observatorio del Monte Palomar, Estados Unidos.

## Designación y nombre
Designado provisionalmente como 1991 OZ. Fue nombrado Andanike en homenaje a Andrew S., David S., Nicholas J. y Kevin M. Martinez, nietos del descubridor.

## Características orbitales
Andanike está situado a una distancia media del Sol de 2,371 ua, pudiendo alejarse hasta 2,731 ua y acercarse hasta 2,011 ua. Su excentricidad es 0,151 y la inclinación orbital 4,221 grados. Emplea 1333,73 días en completar una órbita alrededor del Sol.

## Características físicas
La magnitud absoluta de Andanike es 13,9. 